# 3726 Johnadams
3726 Johnadams è un asteroide della fascia principale. Scoperto nel 1981, presenta un'orbita caratterizzata da un semiasse maggiore pari a 2,8665842 UA e da un'eccentricità di 0,0722239, inclinata di 3,02270° rispetto all'eclittica.